# ローソン・マーシャル・サーバー
ローソン・マーシャル・サーバー（Rawson Marshall Thurber、1975年2月9日 - ）は、アメリカ合衆国カリフォルニア州サンフランシスコ出身の映画監督、映画プロデューサー、脚本家、俳優。

## 生い立ち
カリフォルニア州サンフランシスコで、億万長者の弁護士、不動産専門家、そして、インスピレーションを与える講演者でもあるマーシャル・サーバーの息子として生まれる。
1997年にUnion College（ニューヨーク州スケネクタディ）を卒業した。Union Collegeでは、Delta Upsilonフラタニティのメンバーで、さらにアメリカンフットボールのチームで2年間ワイドレシーバーを務めた。また、USCのPeter Stark Producing Programの卒業生でもある。

## 経歴
脚本家ジョン・オーガストのアシスタントとして働き、2000年にオーガストが書いたテレビ番組『D.C.』でキャリアをスタートさせた。
2002年には、リーボックのテレビコマーシャル「Terry Tate: Office Linebacker」の脚本を書き、監督した。
2004年、ヒットコメディ映画『ドッジボール』の脚本を執筆し、監督も担当した。
2008年にマイケル・シェイボンの小説「The Mysteries of Pittsburgh」の映画化に伴い、脚本を書き、監督した。
2013年、ジェイソン・サダイキスとジェニファー・アニストンが主演する『なんちゃって家族』を監督した。2014年6月には、エドガー・ライトの後任としてマーベルの『アントマン』を監督すると噂されていたが、後に辞退した。
ドウェイン・ジョンソンとケヴィン・ハートが主演する2016年のアクションコメディ映画『セントラル・インテリジェンス』の脚本を執筆し、監督した。
その後、レジェンダリー・ピクチャーズのアクション映画『スカイスクレイパー』の脚本を書き、監督した。ドウェイン・ジョンソンと再びタッグを組んだ『スカイスクレイパー』は、2018年7月13日にユニバーサルによって配給された。続いて、1億5000万ドルもの予算が組まれたユニバーサル/レジェンダリーのアクションコメディ映画『レッド・ノーティス』の脚本を書き、監督も担当した。この作品では、ドウェイン・ジョンソン、そして、 ガル・ガドットが出演する。ドウェイン・ジョンソンと組むのは三度目である。当初2020年の上映を目指して、撮影は2019年に開始される予定だったが、その後、2019年7月にプロジェクトそのものがNetflixに移行した。配信日は未定である。
2017年にオークションで勝利し、 Madden NFL 18に出演した。

## フィルモグラフィー

### 作品
| 公開年 | 邦題 原題                                         | 監督 | 脚本 | 製作 |
| ------ | ------------------------------------------------- | ---- | ---- | ---- |
| 2004   | ドッジボール Dodgeball: A True Underdog Story     | Yes  | Yes  | No   |
| 2008   | The Mysteries of Pittsburgh                       | Yes  | Yes  | Yes  |
| 2013   | なんちゃって家族 We're the Millers                | Yes  | No   | No   |
| 2016   | セントラル・インテリジェンス Central Intelligence | Yes  | Yes  | No   |
| 2018   | スカイスクレイパー Skyscraper                     | Yes  | Yes  | Yes  |
| 2021   | レッド・ノーティス Red Notice                     | Yes  | Yes  | No   |

### 出演
| 公開年 | 邦題 原題                                         | 役名                          |
| ------ | ------------------------------------------------- | ----------------------------- |
| 2004   | ドッジボール Dodgeball: A True Underdog Story     | Obnoxious Las Vegas Homophobe |
| 2007   | 9-ナイン The Nines                                | Game Night Guest              |
| 2010   | 小悪魔はなぜモテる?! Easy A                       | Quiznos Guy                   |
| 2013   | なんちゃって家族 We're the Millers                | The Ultimate Border Guard     |
| 2016   | セントラル・インテリジェンス Central Intelligence | Handsome Pants-Catcher        |